# Heidengraben

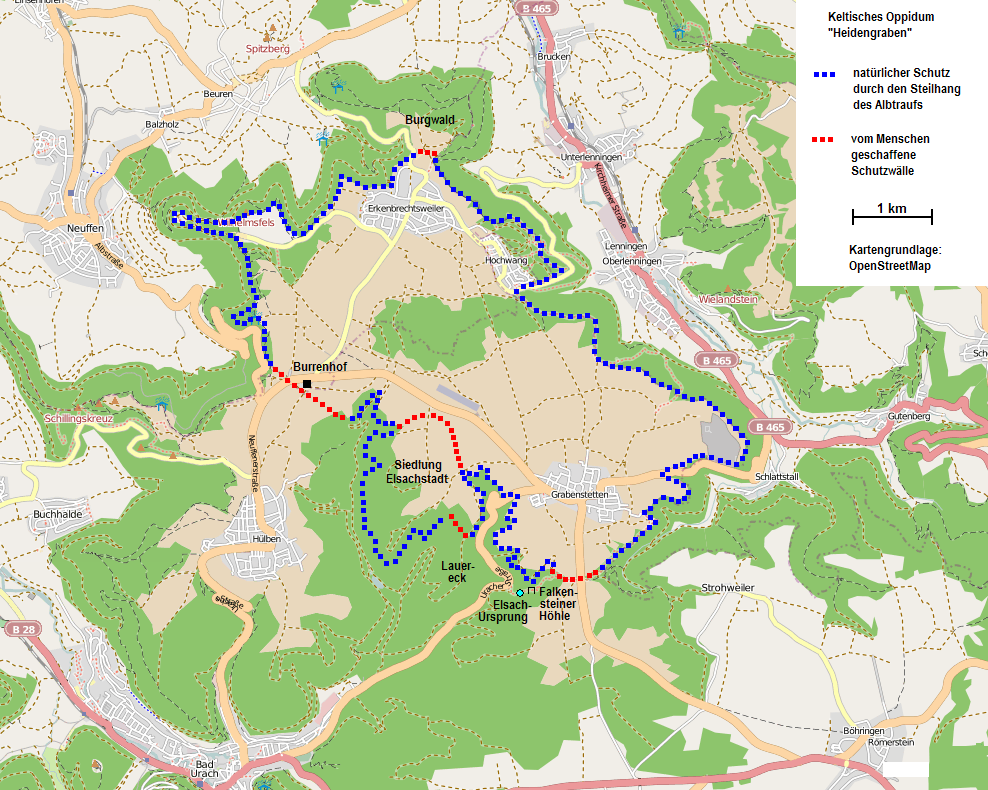
Verlauf des Heidengrabens

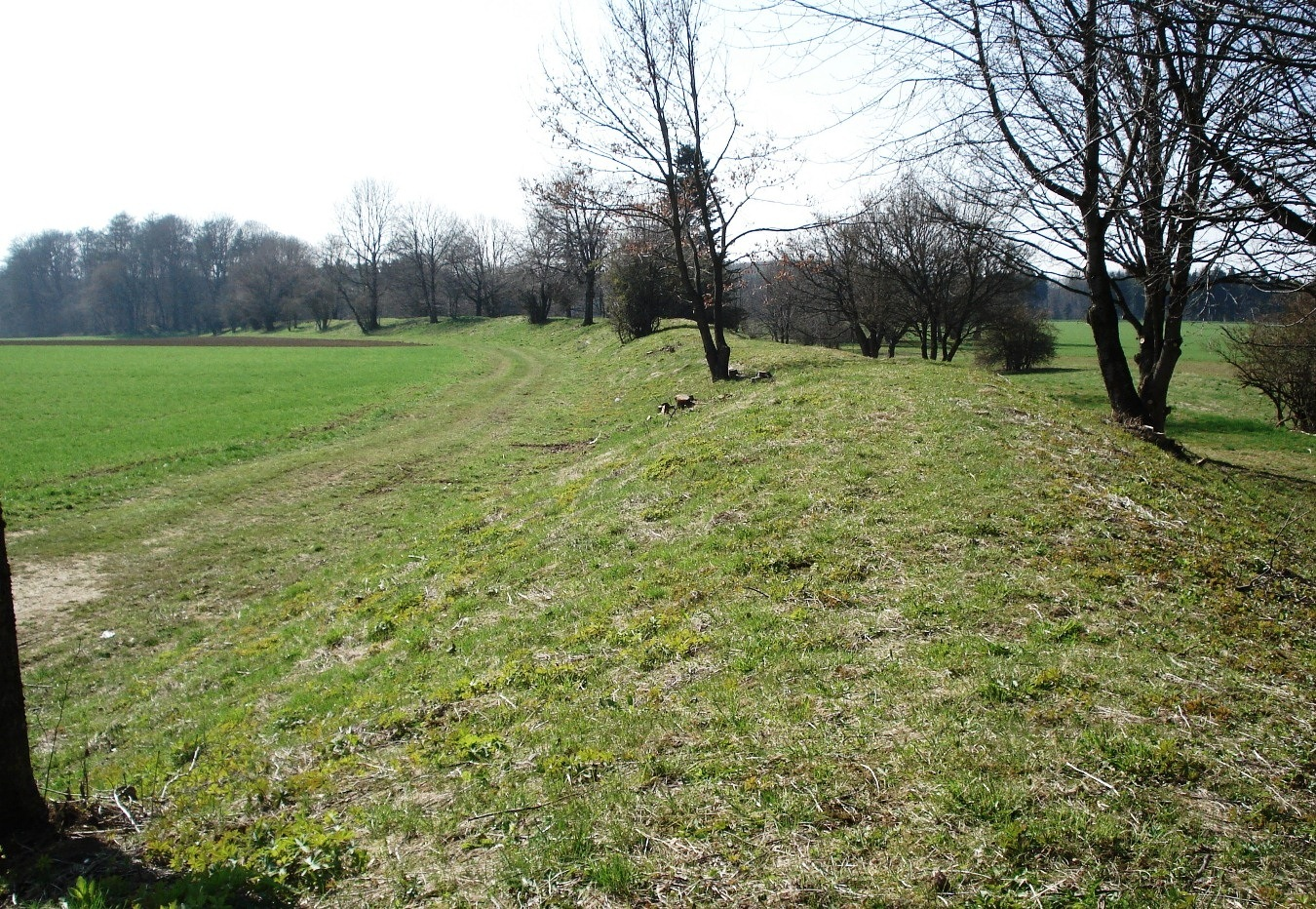
Der Wall des Heidengrabens

Der Heidengraben war ein im 1. Jahrhundert v. Chr. genutztes keltisches Oppidum, das auf der Schwäbischen Alb im Bereich der Gemarkungen Grabenstetten, Erkenbrechtsweiler und Hülben lag. Die Anlage gilt als größte keltische Siedlung Mitteleuropas. Ursprünglich bezeichnete der Begriff nur die Überreste der Befestigung des Oppidums, die noch heute als Wall sichtbar sind und deren Herkunft erst Anfang des 20. Jahrhunderts geklärt werden konnte. Das Oppidum hatte einen äußeren und einen inneren Befestigungsring; innerhalb des letzteren lag die Siedlung, die als Elsachstadt bezeichnet wird (nach dem unterhalb des Oppidums in der Falkensteiner Höhle entspringenden Bach Elsach).

## Lage

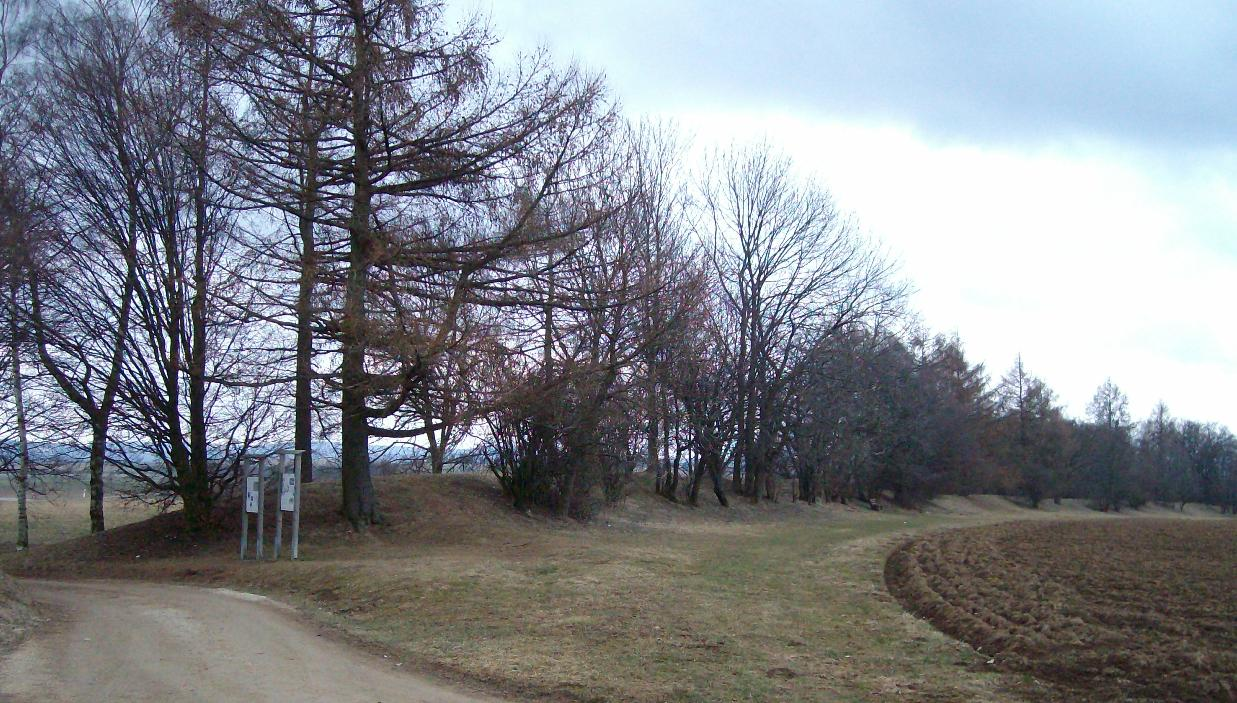
Der Wall ist ein Rest des inneren Befestigungsrings am nördlichen Rand der Elsachstadt

Das Oppidum liegt auf der Grabenstettener Halbinsel, die die heutigen Gemeinden Grabenstetten und Hülben (Landkreis Reutlingen) sowie Erkenbrechtsweiler und den Lenninger Ortsteil Hochwang (Landkreis Esslingen) umfasst. Bei der Halbinsel handelt es sich um einem Teil der Albhochfläche, der nur durch einen schmalen Streifen südlich von Grabenstetten mit dem Rest der Albhochfläche verbunden ist, so dass der Albtrauf eine natürliche Befestigung darstellt. Durch diese Lage war es möglich, durch den Bau von vier kurzen Befestigungen ein Gebiet von rund 16,6 km² einzufrieden. Diese Befestigungen trennten das heutige Gebiet der Gemeinde Hülben, das Gebiet Burgwald zwischen Beurener Fels und Brucker Fels, die Verbindung zur restlichen Albhochfläche, sowie das im Süden an die innere Befestigung angrenzende Gebiet Lauereck ab.
Innerhalb des durch die Befestigungsanlagen eingeschlossenen Bereichs befand sich westlich der heutigen Gemeinde Grabenstetten die heute als Elsachstadt bezeichnete keltische Siedlung mit einer Ausdehnung von 1,53 km².

## Geschichte

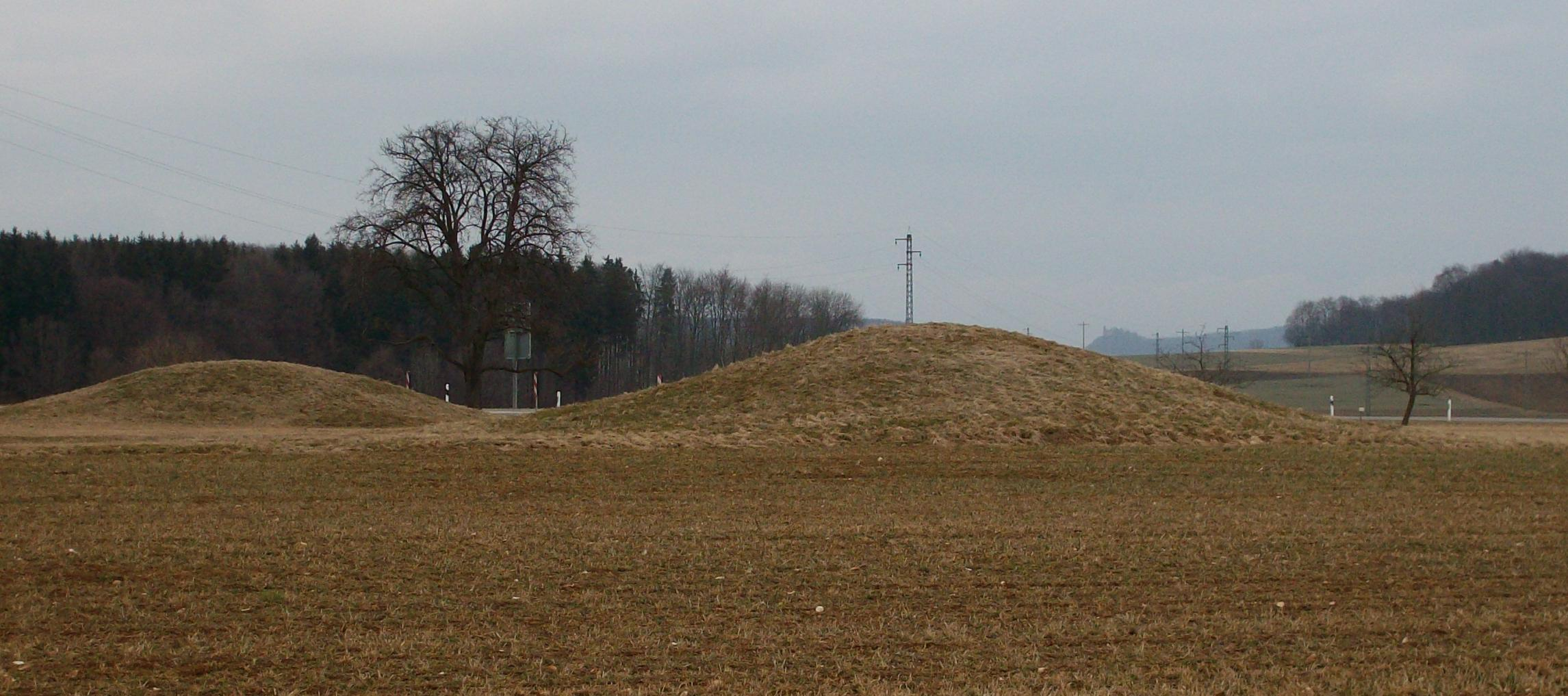
Grabhügel beim Burrenhof (im Hintergrund die Burg Teck)

Offenbar war die Grabenstettener Halbinsel bereits einige Jahrhunderte vor der Anlegung des Oppidums besiedelt. In der Nähe des heutigen Burrenhofs gibt es Gräber aus der Zeit um 1000 v. Chr. und einige noch heute sichtbare Grabhügel, die aus der Zeit um 500 v. Chr. stammen. Die große keltische Siedlung, die Elsachstadt, hatte ihre Blütezeit im späten 2. und frühen 1. Jahrhundert v. Chr.
Archäologische Funde aus dem Gebiet des Heidengrabens können in einem Museum in Grabenstetten und im Stadtmuseum Kornhaus in Kirchheim unter Teck besichtigt werden. Diverse Funde bspw. italische Amphoren, keltische Münzen sowie der Fund einer Waage unterstreichen die Bedeutung des Oppidums für den überregionalen Handel. Für die Fernhandelsrouten nahm die Lage des Heidengrabens unmittelbar an West-/Ost-Verkehrswegen (Lenninger Tal, Erms Tal, Seeburger Tal) vom Neckar über die Schwäbische Alb zur Donau eine zentrale Rolle ein. Hierdurch konnten mutmaßlich Verbindungen zu Gebieten weiter im Osten kontrolliert werden.
Teilweise wird das Heidengraben-Oppidum mit dem Ort Riusiava gleichgesetzt, den der antike Geograph Claudius Ptolemäus in seiner Geographike Hyphegesis verzeichnet. Dieser Ortsname wurde in der neuzeitlichen Forschung vielfach mit dem römischen Kastell Rißtissen in Verbindung gebracht. Einige Wissenschaftler wie Paul Reinecke, Rolf Nierhaus und eine Forschergruppe der TU Berlin argumentierten demgegenüber für eine Lokalisierung Riusiavas beim Heidengraben. Auch gegen diese Lokalisierung wurde jedoch Widerspruch von Seiten anderer Forscher laut.

## Erforschung
Entgegen früheren Spekulationen, der Heidengraben stamme aus dem Dreißigjährigen Krieg, setzte sich im 19. Jahrhundert die Ansicht durch, dass es sich um antike, möglicherweise römische oder aus der Hallstattzeit stammende Relikte handle. Erst Friedrich Hertlein erkannte im Jahre 1905, dass es sich um ein keltisches Oppidum handelt.
In jüngerer Zeit wurden durch das Landesamt für Denkmalpflege Baden-Württemberg und die Eberhard Karls Universität Tübingen Grabungen an einer Toranlage bei Erkenbrechtsweiler, dem hallstattzeitlichen Grabhügelfeld am Burrenhof sowie bei der Flurbereinigung innerhalb der Elsachstadt durchgeführt.
Der Heidengraben spielt in der sog. Keltenkonzeption des Landes Baden-Württemberg eine Hauptrolle.

## Sichtbare Geländedenkmale
- Wallanlage der Elsachstadt
- Toranlage bei Erkenbrechtsweiler
- Grabhügelfeld Burrenhof

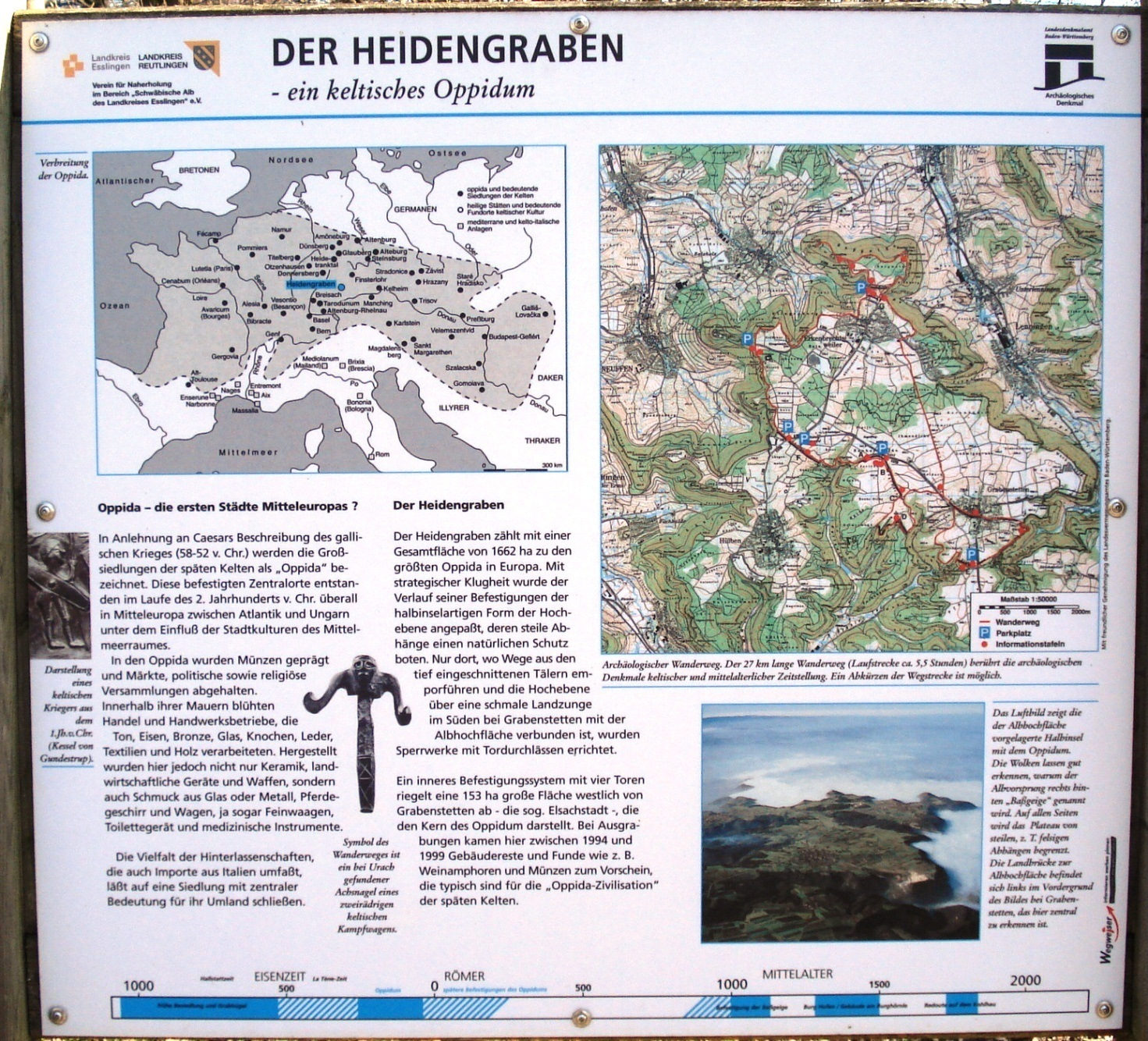
Informationstafel am Heidengraben zum Oppidum
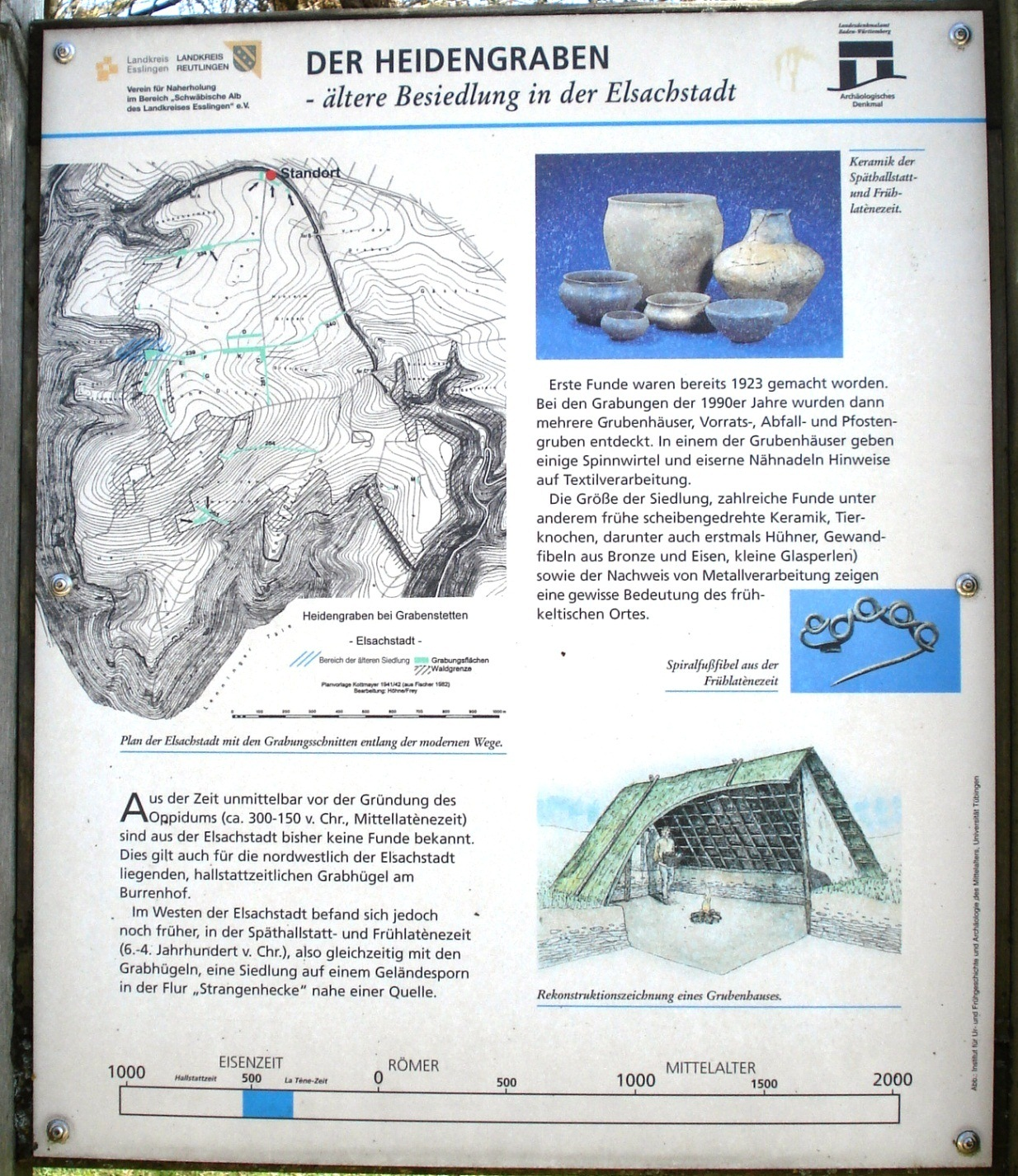
Informationstafel am Heidengraben – zur älteren Besiedlung der Elsachstadt
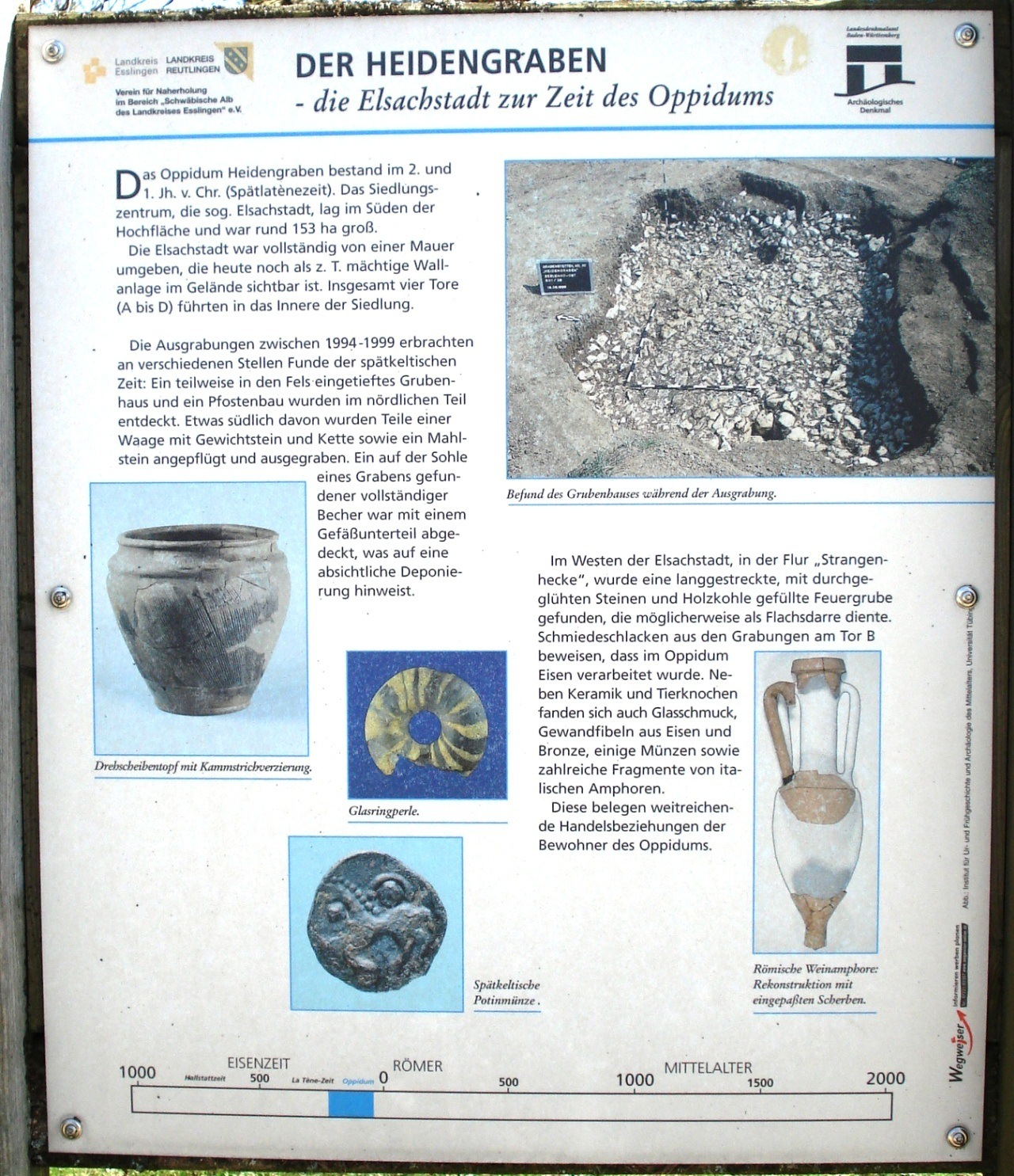
Informationstafel am Heidengraben – zur Elsachstadt in der Zeit des Oppidums
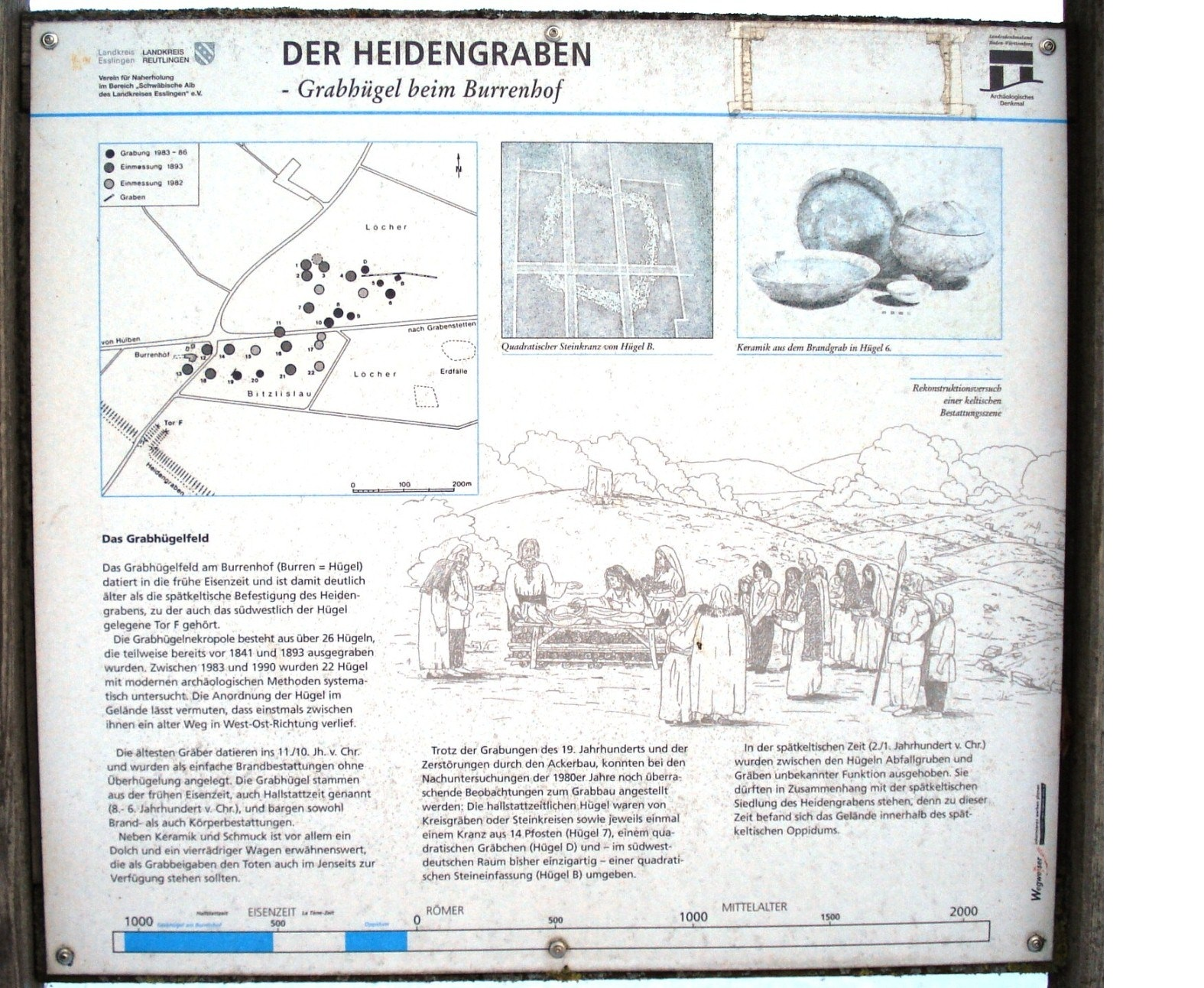
Informationstafel zu den Burren (am Burrenhof)
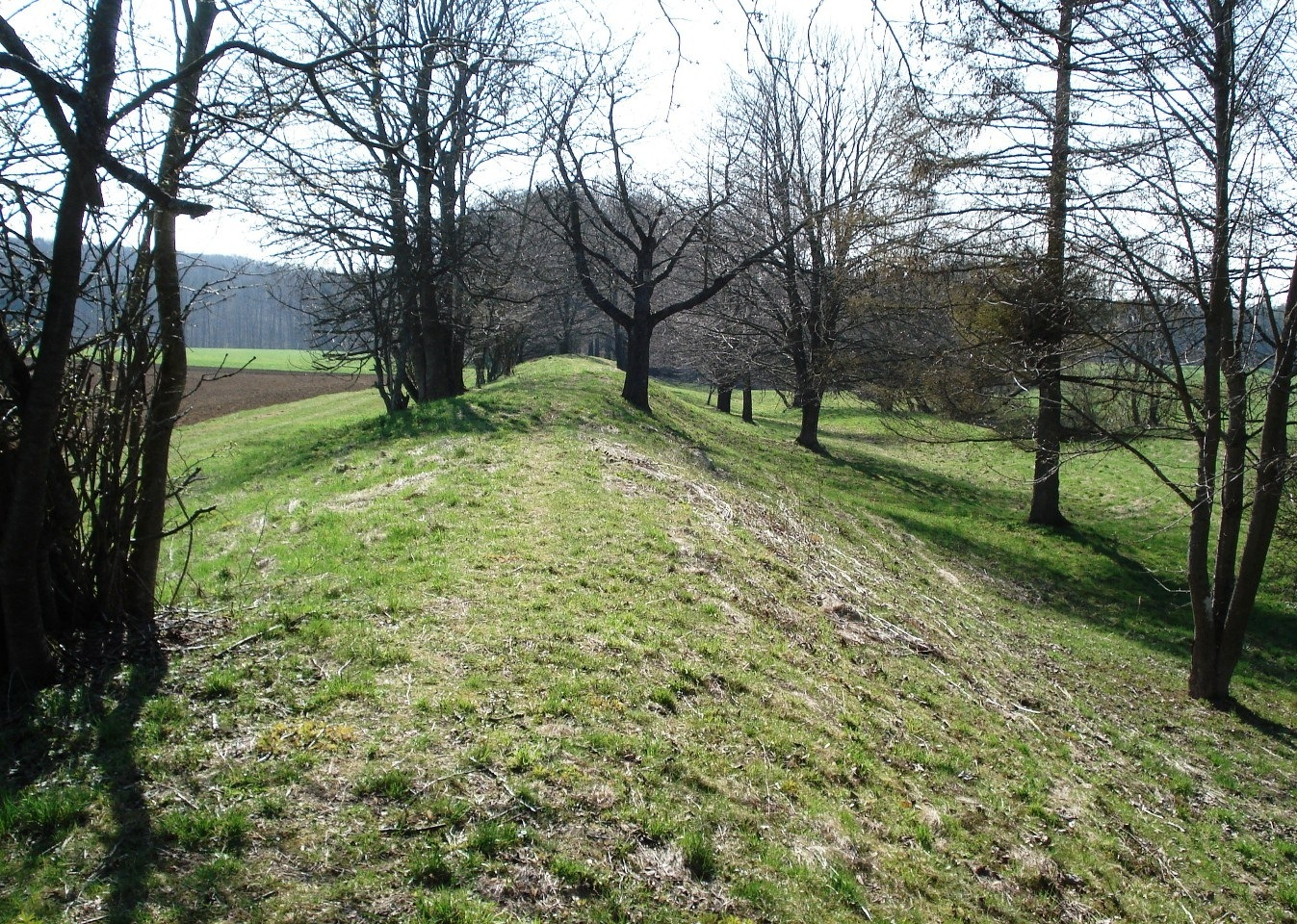
Der Wall des Heidengrabens (Elsachstadt)

## Touristische Erschließung

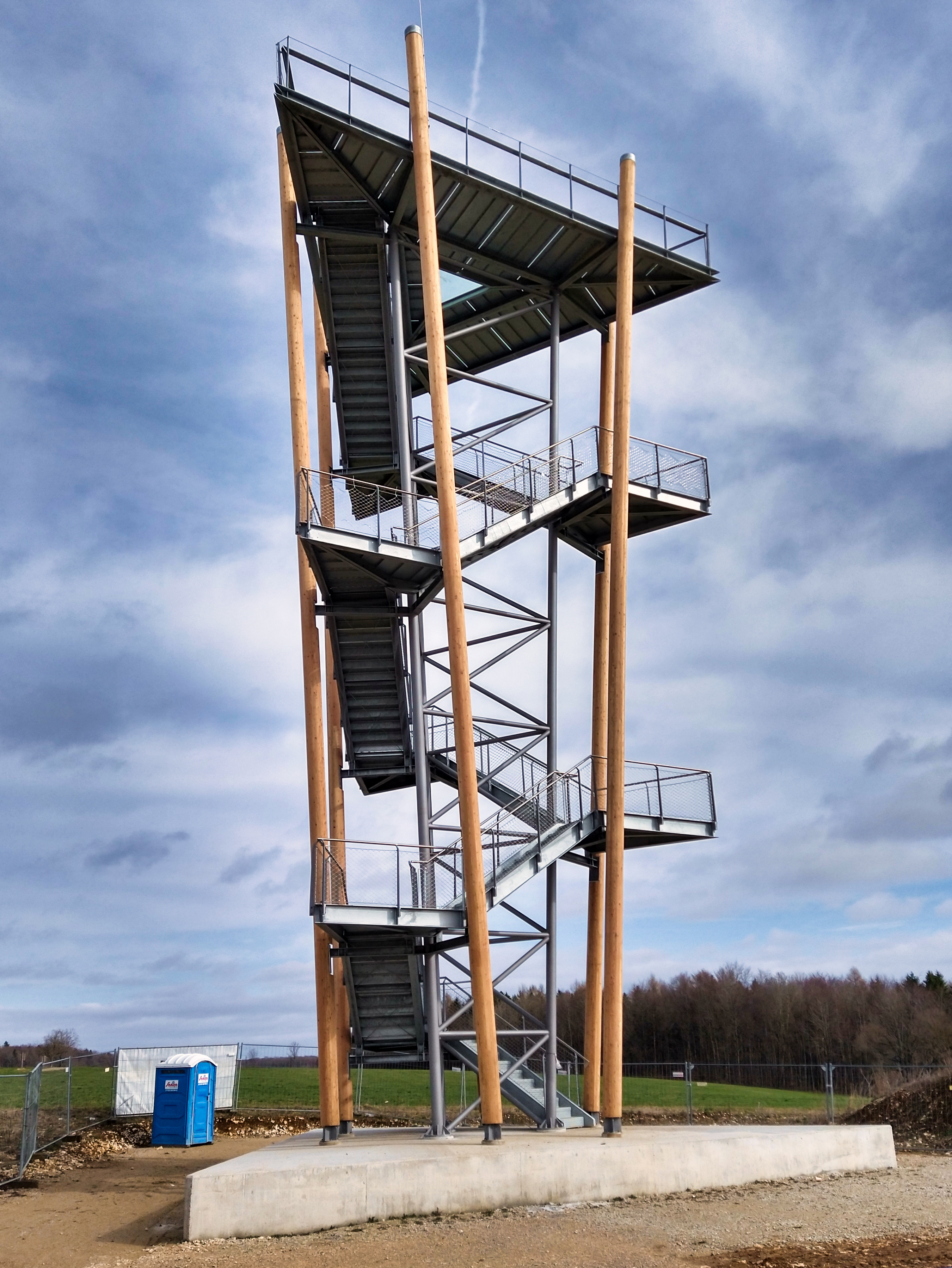
Aussichtsturm Heidengraben

Am 7. Juni 2024 wurde nahe dem Burrenhof das Heidengrabenzentrum eröffnet. Es beinhaltet ein Museum mit einer Ausstellungsfläche von 350 m².
Schon Ende März 2024 wurde unweit nordwestlich des Heidengrabenzentrums der ca. 21 m hohe Aussichtsturm Heidengraben eröffnet, dessen 18 m hoch gelegene Aussichtsplattform über 102 Treppenstufen erreichbar ist und einen guten Blick auf das Heidengraben-Gelände bietet.